# 奧古省

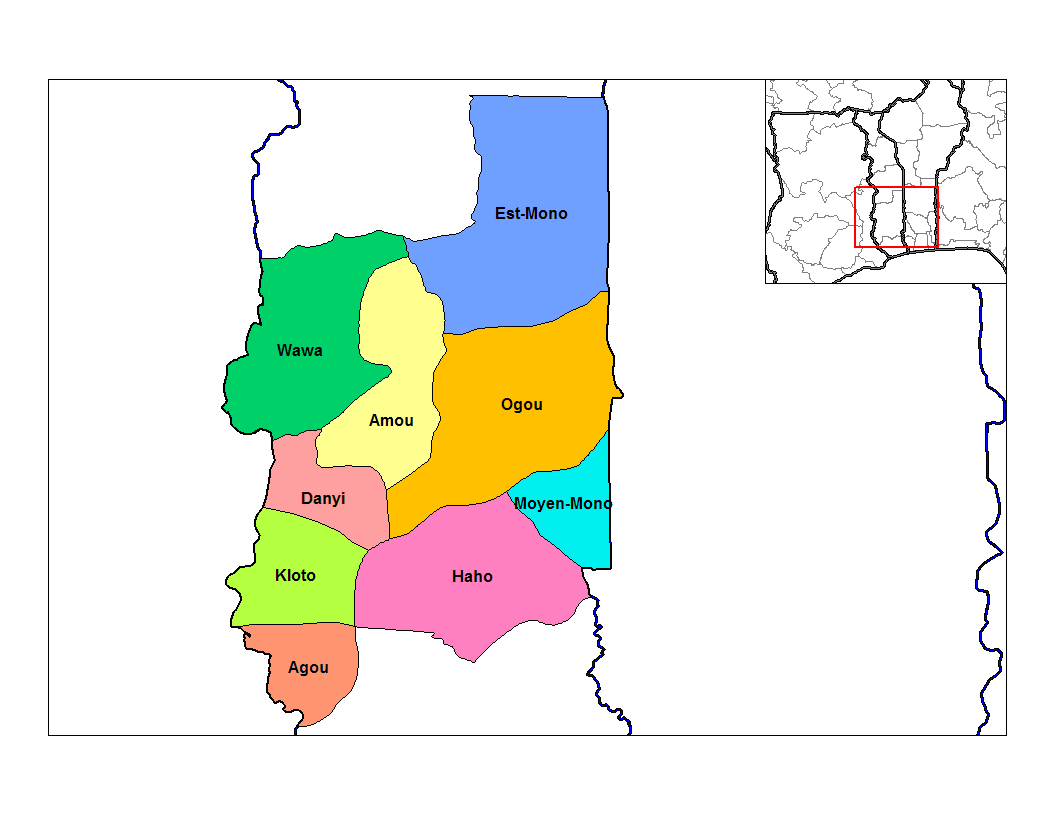

7°31′00″N 1°07′00″E / 7.5167°N 1.1167°E
奧古省（法語：Préfecture d'Ogou），是多哥的30個省份之一，位於該國中南部，由高原區負責管轄，首府設於阿塔帕梅，面積3,609平方公里，2010年人口226,308，人口密度每平方公里62.7人。